# プロテアーゼ阻害剤 (生物学)
生物学または生化学においてプロテアーゼ阻害剤（プロテアーゼそがいざい、protease inhibitors）は、プロテアーゼの機能を阻害する分子のことである。
医学では、よくα1-アンチトリプシン (A1AT) と同じ意味で使われる。これは、A1ATは最も頻繁に病気に関わるプロテアーゼ阻害剤であるためである（α1-アンチトリプシン欠損症）。

## 分類
プロテアーゼ阻害剤は阻害するプロテアーゼの種類か、その機能する機構で分類することができる。2004年にローリングスらはアミノ酸配列の度合いで検出できる類似性をベースにしたプロテアーゼ阻害剤の分類法を導入した。初め、この分類法により阻害剤の構造によって26のスーパーファミリーにグループ分けができる48ファミリーを特定した。MEROPSデータベースでは現在85ファミリーである。これらファミリーは I14 のように I の次に番号をつけて命名される。

## 化合物
- アプロチニン
- ベスタチン
- E-64
- ロイペプチン
- α2-マクログロブリン
- ペプスタチン
- フッ化フェニルメチルスルホニル
- トリプシン阻害剤